# Giuseppe Francesco Médail
Giuseppe Francesco Medail (Bardonecchia, 24 settembre 1784 – Susa, 6 novembre 1844) è stato un imprenditore e mercante italiano.

## Biografia
Dapprima commissario doganale, divenne imprenditore edile e commerciante, trasferendosi nel 1826 a Lione, ove impiantò un'impresa di lavori stradali. Le sue attività lo portarono spesso ad attraversare le Alpi e quindi studiò come collegare meglio la valle di Susa a quella della Moriana, mediante una linea ferroviaria che attraversasse le Alpi con un tunnel. Studiò a lungo il problema, effettuando rilievi cartografici e giungendo infine al progetto di massima di un traforo che unisse le due citate valli.
Nel 1840 presentò un memorandum al re Carlo Alberto nel quale descriveva un tunnel ferroviario sotto il Colle del Fréjus, ma il sovrano se ne disinteressò. Un anno dopo fu Paolo Racchia, ingegnere e Presidente del Consiglio del Genio Militare, cui il Médail aveva inviato copia del memorandum, a presentare la memoria al Congresso degli scienziati tenutosi a Torino e Carlo Alberto, sollecitato, non decise ma creò una commissione di esperti, la maggior parte dei quali erano ufficiali del Genio Militare, per esaminare il progetto. Il Médail morì tre anni dopo, ma la commissione non era giunta ancora ad alcuna conclusione.
Tredici anni dopo il decesso del Médail, il 13 maggio 1857, Pietro Paleocapa, ministro dei trasporti del Regno di Sardegna, presentava al Parlamento la proposta di realizzazione del traforo ideato da Médail, il cui progetto fu redatto, sia pure profondamente modificato rispetto a quello originale, dagli ingegneri Sebastiano Grandis, Severino Grattoni e Germano Sommeiller; il 29 giugno il progetto ebbe l'approvazione della Camera dei Deputati, il 5 luglio fu la volta del Senato e il 15 agosto la legge proposta dal Paleocapa veniva emanata.
Il comune di Torino gli ha dedicato una via nel quartiere San Donato, mentre il comune di Bardonecchia gli ha dedicato la sua via principale.